# Ḑ

Letra D minúscula con cedilla, a la izquierda con cedilla y a la derecha con una cedilla que parece una coma.

Ḑ (minúscula: ḑ) o D con cedilla es una letra del alfabeto latino, que consta de la letra "D" con una cedilla debajo. La letra representa la oclusiva palatal sonora [ɟ] en el alfabeto livonio. La cedilla tradicionalmente se ve como una coma debajo de la "D" en el uso de Livonia. En otros usos, como las romanizaciones de UNGEGN, la cedilla es como una cedilla normal.

## Codificación digital
| Carácter      | Ḑ                                   | Ḑ                                   | ḑ                                 | ḑ                                 |
| ------------- | ----------------------------------- | ----------------------------------- | --------------------------------- | --------------------------------- |
| Unicode       | LATIN CAPITAL LETTER D WITH CEDILLA | LATIN CAPITAL LETTER D WITH CEDILLA | LATIN SMALL LETTER D WITH CEDILLA | LATIN SMALL LETTER D WITH CEDILLA |
| Codificación  | decimal                             | hex                                 | decimal                           | hex                               |
| Unicode       | 7696                                | U+1E10                              | 7697                              | U+1E11                            |
| UTF-8         | 225 184 144                         | E1 B8 90                            | 225 184 145                       | E1 B8 91                          |
| Ref. numérica | &#7696;                             | &#x1E10;                            | &#7697;                           | &#x1E11;                          |